# T’Pol
Subkomandor T’Pol – fikcyjna postać serialu Star Trek: Enterprise. T’Pol jest wolkańskim oficerem przydzielonym do załogi pierwszego ziemskiego statku zdolnego do osiągnięcia prędkości warp 5, czyli NX-01 Enterprise. Gra ją Jolene Blalock.

## Życiorys

### Przed przybyciem na Enterpise
W zasadzie wiemy bardzo mało o przeszłości T’Pol. Urodziła się na Wolkanie w 2088 lub 2089 roku.. Jej matką była T'Les, ojca nie znamy. Wiemy za to, że jej prababką była T'Mir (występująca w odcinku Carbon Creek). T'Pol, zgodnie z wolkańskim zwyczajem, była od dzieciństwa zaręczona z mężczyzną o imieniu Koss.
16 lat przed przydziałem do Enterprise była agentem wolkańskiego wywiadu (ang.: Vulcan's Intelligence Service). Następnie pełniła funkcję oficera naukowego na wolkańskim okręcie „Seleya”.
Mniej więcej rok później rozpoczęła współpracę z ambasadorem Sovalem w wolkańskiej ambasadzie na Ziemi.

### Służba na Enterprise
T’Pol w kwietniu 2151 roku została przydzielona przez Wolkańskie Dowództwo (Vulcan High Command) do pierwszej misji statku NX-01 „Enterprise”, która polegała na odwiezieniu klingońskiego kuriera o imieniu Klaang (zaatakowanego na Ziemi w dziwnych okolicznościach) na jego rodzinną planetę - Kronosa. Jednak misja skomplikowała się, gdy w połowie drogi Klaang został porwany przez rasę Suliban. T’Pol uważała, że należy obrać kurs na Ziemię, lecz kapitan statku - Jonathan Archer - postanowił odbić Klingona. Akcja powiodła się i „Enterprise” dostarczył Klaanga na Kronosa. Zaraz po zakończeniu tej misji „Enterprise” miał wrócić na Ziemię, lecz Dowództwo Gwiezdnej Floty zachęcone jej sukcesem postanowiło nie zawracać statku, lecz kontynuować misję, rozpoczynając tym samym naukową eksplorację kosmosu. Po T’Pol miał przylecieć wolkański statek, jednak za namową kapitana Archera poprosiła ona o stały przydział do załogi w roli oficera naukowego.
Kilka miesięcy po rozpoczęciu służby T’Pol na „Enterprise”, kapitan Archer postanawia odwiedzić wolkański klasztor P'Jem. Okazuje się, że klasztor jest okupowany przez wysłanników Andorian, którzy sądzą, iż znajduje się tam stacja szpiegowska. Obawy Andorian potwierdzają się, gdy podczas strzelaniny w katakumbach odsłoniło się ukryte wejście do pomieszczenia ze sprzętem szpiegowskim (odc. The Andorian Incident). Cztery miesiące później klasztor wraz z placówką obserwacyjną zostają zniszczone przez Andorian, a wolkańskie dowództwo, obarczając T’Pol współodpowiedzialnością za incydent, postanawia odsunąć ją od obowiązków i wysyła po nią statek. Jednak w trakcie strzelaniny na powierzchni planety Coridan, przy której zatrzymał się „Enterprise”, T’Pol osłoniła własnym ciałem kapitana owego statku przed strzałem. Gdy T’Pol przebywa w ambulatorium, Archerowi udaje się przekonać ocalonego przez nią kapitana Sopeka, żeby wstawił się za nią, co chroni ją przed utratą stanowiska (odc. Shadows of P'Jem).
W trzecim sezonie serialu, w którym załoga „Enterprise” stara się uchronić Ziemię przed zniszczeniem przez rasę Xindich, T'Pol nadal jest oficerem naukowym. Żeby udać się w misję, musiała zrezygnować ze swojej pozycji w służbie Wolkańskiego Dowództwa; mimo nalegań Sovala, zdecydowała się towarzyszyć kapitanowi Archerowi, argumentując, że wciąż potrzebuje on jej pomocy. Po udanej misji Gwiezdna Flota oficjalnie zaoferowała jej stanowisko w swoich szeregach. W czasie krótkiego pobytu na rodzinnej planecie T'Pol dowiaduje się, że w odwecie za jej niesubordynację Najwyższe Dowództwo zmusiło jej matkę do odejścia na emeryturę. Koss oferuje protekcję swej wysoko postawionej rodziny dla T'Les, jeśli T'Pol zrealizuje swe zobowiązanie i poślubi go, jak to ustalono. Pomimo otwarcie zadeklarowanej niechęci do tego małżeństwa, a także więzi łączącej ją z komandorem Tuckerem, T'Pol wyraża w końcu zgodę, by jej matka mogła odzyskać stanowisko (odc. Home). Małżeństwo to zostaje rozwiązane w serii czwartej, po wydarzeniach związanych z odkryciem artefaktu Kir'Shara. Po śmierci T'Les w bombardowaniu nakazanym przez Najwyższe Dowództwo, Koss uznaje, że zniknął jedyny powód, dla którego T'Pol zgodziła się na ślub, i anuluje ich małżeństwo. T'Pol pozostaje na „Enterprise” aż do końca serii.